# 功績章

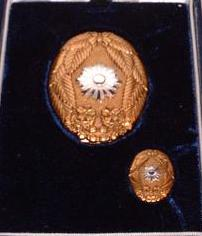
警察功績章

功績章(こうせきしょう)は、功績ある個人を顕彰するために官公庁等が定める栄章の一つ。

## 概要
政府が発行する功績章は、日本国政府が行う表彰のうち賞勲局以外の官庁が賞勲局所管の法令に依らず、各官庁の設置法及び省・庁令を法的根拠として行う表彰に際して個人に贈られる徽章であり、表彰されたことを示すために制服等に着用することが出来る。各官庁が運用する点で、賞勲局の取扱いとなる勲章等（「勲章等着用規程」（昭和39年4月28日総理府告示第16号）第1条に規定されるもの）とは異なる。
国が授与する功績章としては、警察庁が功労ある警察官に授与する警察功績章及び消防庁長官から功績ある消防吏員、消防団員、消防庁職員に授与する消防庁長官表彰功績章などがある。
その他、地方公共団体或は公益法人等の団体が、特定の分野に於いて功労ある人物を顕彰するために授与する栄章の中にも功績章の名が付くもの、例えば、財団法人日本消防協会や各都道府県消防協会、市町村、消防団が授与する功績章などがある。
また、日本の書籍等に於いて、外国の勲章等に“功績章”の訳語を充てる例も見られるが、定訳となっているものは見られず、同じ組織が発行する別の記章に“功績章”の語が充てられ、混同の原因となることもある。

## 参考資料
- 岩倉規夫、藤樫準二 『日本の勲章-日本の表彰制度-』 第一法規出版、1965年1月。